# Dwayamala prathilomaka
Dwayamala prathilomaka är en svampart som beskrevs av Subram. 1956. Dwayamala prathilomaka ingår i släktet Dwayamala och familjen Pleosporaceae.   Inga underarter finns listade i Catalogue of Life.